# Tobias Schulze (Schauspieler)

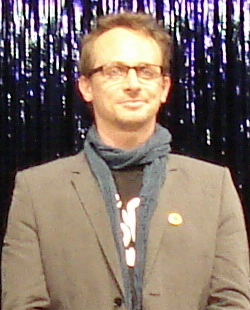
Schulze auf der Bühne des Kudammtheaters im Jahr 2009

Tobias Schulze (* 1973 in München) ist ein deutscher Schauspieler und Synchronsprecher.

## Leben
Schulze nahm nach dem Abitur zunächst ein Studium der Philosophie auf, arbeitete in einer Werbeagentur und als Bühnenbildner – ehe er 1996 dann an den Münchner Kammerspielen seine Bühnenlaufbahn begann. Die Hochschule für Schauspielkunst „Ernst Busch“ Berlin beendete Schulze mit dem Diplom des Schauspielers. Er nahm Pantomime und Akrobatikunterricht. Das Neue Theater Halle (Saale) verpflichtete ihn im Jahr 2000, auch war er vier Jahre Leiter des dortigen Jugendtheaters. Am Opernhaus Halle (Saale) erhielt er 2006 einen Gastvertrag, auch wurde er Gastdozent an der Hochschule für Musik und Theater „Felix Mendelssohn Bartholdy“ Leipzig. 2007 kam er zur Tribüne nach Berlin. Vera Oelschlegel verpflichtete ihn für das Theater des Ostens. Seit Mai 2009 ist Schulze neben Gerit Kling im Boulevardstück Shoppen im Theater am Kurfürstendamm in Berlin zu sehen.
Seit 2005 arbeitet Tobias Schulze als freier Schauspieler und Sprecher in Berlin. Als Schauspielcoach und Dozent an der Musicalschule first act in Potsdam ist er seit 2008 aktiv.

## Theater (Auswahl)
- 1999 Gebrüllt vor Lachen – bat Theater Berlin
- 2000 Engel der Tankstelle – Volksbühne Berlin
- 2005 Hamlet – Burghofspiele – Rheingau Musiksommer
- 2006 Cabaret – Opernhaus Halle (Saale)
- 2006 Machos, Memmen und Mimosen – Tribüne Berlin
- 2007 Mainstream – Stadtbad Oderberger Straße Berlin
- 2007–2009 Der Schimmelreiter – Theater des Ostens Berlin
- 2008 Othello – Neues Schauspiel Erfurt
- 2009 Shoppen – Theater am Kurfürstendamm Berlin

Neues Theater – Schauspiel Halle (Saale)
- 2001 Erklärt Pereira
- 2002 Besuch bei Mr. Green
- 2003 Minna von Barnhelm
- 2004 Flug der gebratenen Ente
- 2005 Ein Sommernachtstraum

## Filmografie (Fernsehen, Auswahl)
- 2000: Bildstörung (ZDF)
- 2002: Wie erziehe ich meine Eltern? (KiKa)
- 2003: Wer küsst schon einen Leguan? (ARD)
- 2003: Unistadt – Ein Campus voller Leben (Halle TV)
- 2004: Die Kinder meiner Braut (ARD)
- 2004: Die Geschichte Mitteldeutschlands – Karl May (MDR)
- 2004: Polizeiruf 110 – Ein Bild von einem Mörder (ARD)
- 2005: In aller Freundschaft (ARD)
- 2005: Zu schön für mich (MDR)
- 2006: Eine Liebe in Königsberg (ZDF)
- 2007: Fair geht vor
- 2009: In aller Freundschaft (ARD, Folge 432: Des einen Freud'...)
- 2020: Gute Zeiten, schlechte Zeiten (RTL)
- 2021: Aktenzeichen XY … ungelöst (ZDF)